# Nelson Rodríguez (Boxer)
Nelson José Rodríguez (* 10. Mai 1955) ist ein ehemaliger venezolanischer Boxer.

## Werdegang
Nelson Rodríguez gewann bei den Zentralamerika- und Karibikspielen 1978 die Bronzemedaille im Halbweltergewicht. Zudem nahm er bei den Olympischen Sommerspielen 1980 in Moskau im Halbweltergewichtsturnier teil. Dort schied er in seinem Erstrundenkampf gegen John Munduga aus Uganda aus.